# Ely Shoshone Indian Reservation
Ely Shoshone Indian Reservation é uma reserva índia para a Ely Shoshone Tribe of Nevada,  povo Shoshone e que fica perto do lado sul da cidade de Ely, condado de White Pine, no Nevada, Estados Unidos.
Em 2005 tinha uma população de 500 habitantes, comércio de têxteis e o seu próprio sistema judicial. A reserva é pequena, com uma uma superfície de cerca de 0,43 km2 e segundo o censo de 2000 teria uma população oficial de 133 habitantes.